# Solayoh
Solayoh is een single van de Wit-Russische zangeres Aljona Lanskaja. Het was de Wit-Russische inzending voor het Eurovisiesongfestival 2013 in Malmö te Zweden. Het lied haalde er de 16de plaats. Het nummer is geschreven door de Belgische Marc Paelinck. Het lied reikte tot de finale waarin het de zestiende plaats behaalde.